# Fernando Vázquez Orcall

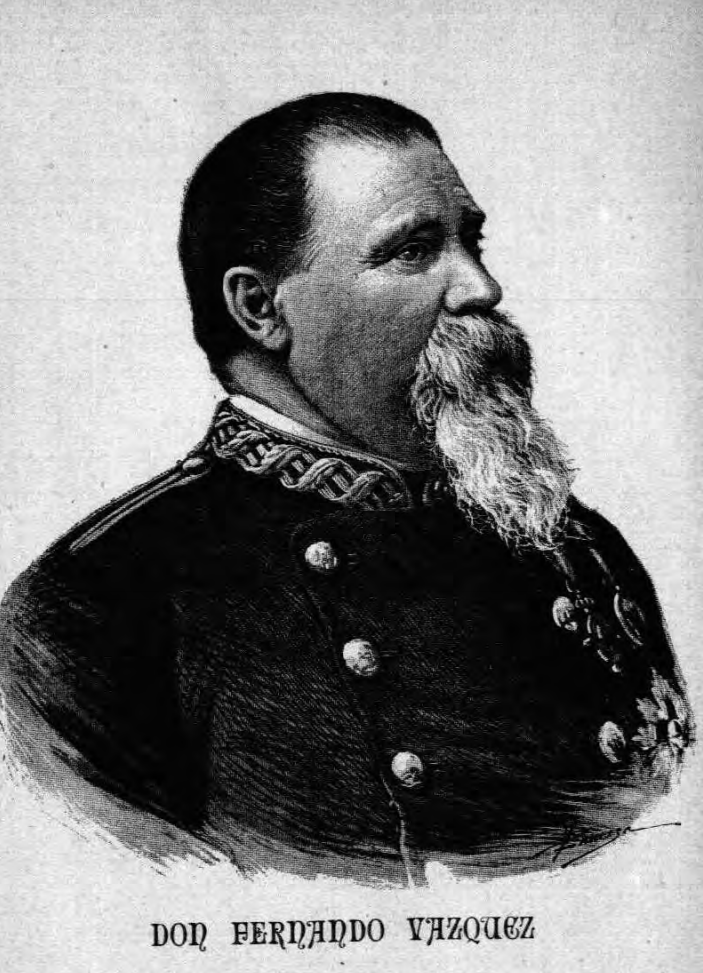
Fernando Vázquez Orcal

Fernando Vázquez Orcal (Manresa, 22 de septiembre de 1814-Oporto, 30 de enero de 1875) fue un militar carlista español, padre del notario, procurador y periodista Antonio Zoilo Vázquez y abuelo del pintor Carlos Vázquez Úbeda.
Hijo del teniente coronel del ejército Fernando Vázquez y de María del Carmen Orcal, a los seis años fue nombrado cadete y a los catorce asentó plaza con el grado de sargento primero en el batallón provincial de Ciudad Real, en el que sirvió hasta que al morir Fernando VII ingresó en el ejército carlista. 
Se distinguió en diversas acciones de guerra. A las órdenes del general Cabrera, ganó el grado de comandante y la Cruz de San Fernando. En la expedición y marcha sobre Madrid del general Juan García Margallo, Vázquez Orcal solicitó tomar parte y se le concedió el mando del séptimo batallón de Castilla, pero fue hecho prisionero en Béjar y encarcelado en el castillo de Santa Catalina de Cádiz hasta después del Convenio de Vergara, habiendo renunciado a halagadoras ofertas que se le hicieron para ingresar en el ejército isabelino. 
Tras la paz se estableció en Ciudad Real, y en 1848 volvió a tomar las armas en favor de Carlos Luis de Borbón y Braganza, sirviendo como intendente militar de la región de La Mancha. De nuevo hecho prisionero, se retiró a la vida privada aceptando únicamente los cargos de regidor del Ayuntamiento de Ciudad Real y de diputado provincial por Almadén.
Al ser destronada Isabel II, Vázquez Orcal ofreció de nuevo sus servicios a Carlos María de Borbón y el 5 de mayo de 1872 se puso al frente de una brigada carlista que tuvo en jaque a diversas columnas liberales durante algunos meses por los alrededores de Ciudad Real, hasta que contrajo una enfermedad que lo obligó a refugiarse en Portugal, donde murió.